# 분홍발기러기
분홍발기러기(학명: Anser brachyrhynchus)는 기러기목 오리과 기러기속에 속하는 물새의 일종이다. 그린란드·아이슬란드·스발바르 제도에서 번식하며 최근에는 노바야제믈랴 제도에도 번식지가 있다. 겨울이 닥쳐오면 아일랜드·영국·네덜란드·덴마크 등지에서 겨울을 난다. 다리와 발, 물갈퀴가 모두 분홍색을 띠기 때문에 분홍발기러기라는 이름이 붙었다.